# Georges Spénale
Georges Léon Spénale (Carcassona, 29 de novembre de 1913- París, 20 d'agost de 1983) va ser un polític francès, membre del SFIO i del Partit Socialista. Va ser president del Grup Socialista en el Parlament Europeu (actual Grup de l'Aliança Progressista de Socialistes i Demòcrates) i president del Parlament Europeu.

## Biografia

### Primers anys i educació
Spénale va assistir a l'escola secundària d'Ingres a Montauban. Es va graduar en dret a la Universitat de París i el 1934 va passar l'examen d'ingrés a l'Escola Nacional Francesa d'Ultramar. Es va unir a la SFIO a la seva joventut.

### Administrador colonial
Després de finalitzar la seva formació, va començar a treballar a l'oficina d'assumptes econòmics de Guinea Francesa. El 1939 va ser nomenat administrador adjunt de la França d'ultramar i el 1941 el cap de la subdivisió a l'Alt Volta. El 1945 es va convertir en administrador de la França d'ultramar i l'any següent va ser nomenat cap de gabinet de l'alt comissionat d'Àfrica Equatorial Francesa. A principis de la dècada del 1950 va dirigir el gabinet de l'alt comissionat al Camerun francès i més tard es va convertir en secretari general del territori. El 1955 va ser nomenat director adjunt d'assumptes polítics al Ministeri d'Ultramar de França. L'any següent va ser nomenat governador de França d'ultramar i cap de gabinet del ministre d'ultramar Gaston Deferre, a càrrec de seguir la implementació de la llei marc que va reformar el sistema d'administració dels territoris d'ultramar. El 1957 va ser enviat a Togo com a alt comissionat i va seguir l'evolució del país cap a la independència el 1960.

### Cursa política
En les eleccions legislatives de novembre de 1962, va ser escollit membre de l'Assemblea Nacional de França per la tercera circumscripció de Tarn. En 1964 va ser elegit conseller general de Rabastens i en 1965 alcalde de Saint-Sulpice-la-Pointe. Va ser alcalde de la ciutat ininterrompudament fins a 1981. Va ser elegit de nou a les eleccions de 1967, 1968 i 1973. A l'Assemblea Nacional, va treballar en particular en la cooperació amb els països africans, en agricultura i en viticultura.

#### Parlament Europeu
El 17 de desembre de 1964, va ser nomenat membre del Parlament Europeu. Del 1966 al 1967 va presidir el comitè d'associació parlamentària amb Grècia i del 1967 al 1974 el comitè parlamentari de finances. El 1974 va ser elegit president del grup socialista i, el març de 1975, president del Parlament Europeu. Va ocupar el càrrec fins al març del 1977, i durant el seu mandat es va ocupar en particular de la conclusió de la Convenció de Lomé i de les eleccions directes al Parlament. Del 1977 al 1979 va ser primer vicepresident.

#### Senador
Entre 1975 i 1976, va ser vicepresident del consell regional de Migdia-Pirineus. El 25 de setembre de 1977, va ser elegit senador en representació del Tarn. Al Senat es va ocupar en particular dels problemes europeus, la cooperació amb els països africans i els problemes financers locals. De 1979 a 1983 va ser vicepresident de la delegació del Senat per a les Comunitats Europees. Des de gener de 1981 fins a abril de 1983, també fou membre de l'Assemblea Parlamentària del Consell d'Europa.

## Distincions
Va ser guardonat amb la Legió d'Honor.